# Espeneda
Espeneda (en francès Épenède) és un municipi occità, situat al departament del Charente i a la regió de la Nova Aquitània. L'any 2007 tenia 209 habitants.

## Demografia

### Població
El 2007 la població de fet d'Espeneda era de 209 persones. Hi havia 84 famílies de les quals 20 eren unipersonals (8 homes vivint sols i 12 dones vivint soles), 40 parelles sense fills i 24 parelles amb fills.
La població ha evolucionat segons el següent gràfic:
Habitants censats

### Habitatges
El 2007 hi havia 138 habitatges, 89 eren l'habitatge principal de la família, 25 eren segones residències i 24 estaven desocupats. Tots els 130 habitatges eren cases. Dels 89 habitatges principals, 76 estaven ocupats pels seus propietaris, 12 estaven llogats i ocupats pels llogaters i 1 estava cedit a títol gratuït; 1 tenia una cambra, 9 en tenien dues, 14 en tenien tres, 28 en tenien quatre i 37 en tenien cinc o més. 46 habitatges disposaven pel capbaix d'una plaça de pàrquing. A 37 habitatges hi havia un automòbil i a 42 n'hi havia dos o més.

### Piràmide de població
La piràmide de població per edats i sexe el 2009 era:
| Homes | Edats   | Dones |
| ----- | ------- | ----- |
| 0     | 95 o +  | 0     |
| 0     | 90 a 94 | 0     |
| 0     | 85 a 89 | 0     |
| 0     | 80 a 84 | 0     |
| 12    | 75 a 79 | 0     |
| 8     | 70 a 74 | 16    |
| 8     | 65 a 69 | 4     |
| 8     | 60 a 64 | 4     |
| 8     | 55 a 59 | 12    |
| 4     | 50 a 54 | 12    |
| 8     | 45 a 49 | 8     |
| 0     | 40 a 44 | 4     |
| 12    | 35 a 39 | 8     |
| 4     | 30 a 34 | 12    |
| 0     | 25 a 29 | 4     |
| 4     | 20 a 24 | 8     |
| 0     | 15 a 19 | 4     |
| 0     | 10 a 14 | 0     |
| 4     | 5 a 9   | 4     |
| 8     | 0 a 4   | 0     |

## Economia
El 2007 la població en edat de treballar era de 127 persones, 74 eren actives i 53 eren inactives. De les 74 persones actives 64 estaven ocupades (35 homes i 29 dones) i 10 estaven aturades (5 homes i 5 dones). De les 53 persones inactives 25 estaven jubilades, 5 estaven estudiant i 23 estaven classificades com a «altres inactius».

### Ingressos
El 2009 a Espeneda hi havia 88 unitats fiscals que integraven 205 persones, la mediana anual d'ingressos fiscals per persona era de 11.811 €.

### Activitats econòmiques
Els 2 establiments que hi havia el 2007 eren d'empreses de construcció.
Dels 2 establiments de servei als particulars que hi havia el 2009, 1 era un guixaire pintor i 1 electricista.
L'any 2000 a Espeneda hi havia 18 explotacions agrícoles que ocupaven un total de 869 hectàrees.

## Poblacions més properes
El següent diagrama mostra les poblacions més properes.